# Leo van Buiten
Leo van Buiten (ur. 13 kwietnia 1948 w Groningen, zm. 6 lutego 2013 w Assen) – holenderski urzędnik, inicjator współpracy partnerskiej Assen i Poznania.

## Życiorys
W latach 1968–1973 studiował na Uniwersytecie w Groningen. Pracował na różnych stanowiskach związanych z prowincją Drenthe oraz miastem Assen, od 1987 do 1994 będąc dyrektorem Kulturalnej Rady Drenthe, a następnie pracując w teatrze De Kolk w Assen oraz jako dyrektor Biura Pośrednictwa w Zarządzaniu i Kierowaniu Projektami. Od 2008 zajmował się nawiązywaniem kontaktów międzynarodowych w Assen.
W drugiej połowie lat 80. XX wieku zainicjował współpracę kulturalną między prowincją Drenthe a Wielkopolską, co 22 października 1992 zaowocowało podpisaniem porozumienia partnerskiego o współpracy głównych miast regionów – Assen oraz Poznania. Z tego względu w dwudziestą rocznicę podpisania porozumienia w 2012, „w uznaniu zasług dla współpracy partnerskiej Poznania i Assen, w podziękowaniu za osobiste zaangażowanie w budowanie przyjacielskich relacji między społecznościami obu miast oraz w tworzenie dobrego wizerunku Miasta Poznania za granicą”, Rada Miasta Poznania przyznała mu odznaczenie „Zasłużony dla Miasta Poznania”. W styczniu 2013 został honorowym ambasadorem miasta Assen.
Był członkiem zarządu kulturalnego Funduszu Księcia Bernharda, a w 2011 prezesem stowarzyszenia Uniwersytet Sensor stymulującego rynek pracy w północnej Holandii. Współpracował przy kształceniu poznańskiej administracji, przygotowując kursy, seminaria oraz szkolenia dla urzędników w celu przygotowania struktur magistratu do zmian wynikających z wejścia Polski do Unii Europejskiej.